# Stor-Nordsjön
Stor-Nordsjön är en sjö i Kramfors kommun i Ångermanland och ingår i Ångermanälven-Gådeåns kustområde. Sjön har en area på 0,494 kvadratkilometer och ligger 267,1 meter över havet. Sjön avvattnas av vattendraget Kramforsån (Tvärån).

## Delavrinningsområde
Stor-Nordsjön ingår i det delavrinningsområde (698149-158536) som SMHI kallar för Utloppet av Stor-Nordsjön. Medelhöjden är 314 meter över havet och ytan är 6,96 kvadratkilometer. Räknas de 2 avrinningsområdena uppströms in blir den ackumulerade arean 9,31 kvadratkilometer. Avrinningsområdets utflöde Kramforsån (Tvärån) mynnar i havet. Avrinningsområdet består mestadels av skog (90 procent). Avrinningsområdet har 0,49 kvadratkilometer vattenytor vilket ger det en sjöprocent på 7 procent.